# Destinee and Paris
Destinee & Paris, antes conocidas como Clique Girlz, era un dúo musical de hermanas. Son originarias de Nueva Jersey; actualmente viven en California. Su música es una mezcla de pop, dance pop y pop-rock.

## Historia
Las hermanas Destiny Amberlin y Meghan Paris Monroe comenzaron su carrera como grupo en Londres, llamado Clique Girlz, junto con una amiga escolar de Destiny, Ariel Moore, quien tras abandonar el grupo fue sustituida por Sarah Diamond, que también dejó el grupo. Luego de su separación, las hermanas prefirieron quedarse como un dúo llamado Destinee & Paris.

## 2004-2007: Clique
En 2004, Ariel Moore conoció a las hermanas Destiny y Meghan en la escuela y se hicieron amigas. Las tres comenzaron a actuar como un grupo llamado Clique.
En 2006 estuvieron en el meet and greet que hubo antes del concierto de los Backstreet Boys, y Howie D las invitó a abrir el concierto. Abrieron también los conciertos de artistas tales como Billy Ray Cyrus, The Click Five, Jonas Brothers, Demi Lovato, Rihanna y Lady Gaga

## 2007-2009: Incredible
A principios de 2007 dejaron su ciudad natal para ir a una entrevista en Hollywood, y nunca volvieron. Jimmy Lovine las contrató en la firma Interscope Records. El nombre del grupo fue cambiado a Clique Girlz y comenzaron a trabajar en su primer álbum Incredible.
En marzo del 2008 viajaron por primera vez a Tokio, Japón, donde interpretaron su versión del Himno Nacional de US en la apertura de los juegos MLB.
Al mes siguiente, lanzaron su primer EP, que contenía tres canciones. Ese verano, las chicas hicieron muchos shows en Six Flags, y otras aperturas en los conciertos de Drake Bell y Demi Lovato, interpretando temas de su álbum. Más tarde, volvieron a viajar a Japón para promocionar su disco. Aparecieron en muchos programas de la televisión japonesa y actuaron en los MTV Vibrations del 2008. Su primer álbum de estudio, Incredible, fue lanzado el 27 de agosto de 2008 en Japón.
También actuaron en el Fourth of July Philadelphia Fireworks Show y en Macy's Thanksgiving Day Parade. Además, participaron en eventos especiales tales como los Grammys, Kids Choice Awards, Teen Choice Awards y los MTV Movie Awards.
Los vídeos musicales de las canciones Then I Woke Up, Incredible y You Think se firmaron ese mismo año, y las chicas hicieron muchas apariciones televisivas en programas como The Today Show, donde interpretaron canciones como Incredible, The Difference In Me y Then I Woke Up.
La versión acústica de su canción Incredible fue incluida en los AT&T Team USA Olympic Soundtrack del 2008. Las Clique Girlz también hicieron la apertura del acto oficial de las Cheetah Girls en su «One World Tour».

## 2009: La nueva línea
El 24 de enero de 2009, Tommy2.Net publicó que Ariel Moore había abandonado el grupo. Más tarde, el 31 del mismo mes, las chicas hicieron audiciones en el Center Staging en Burbank, CA, para encontrar a una nueva miembro. Ese mismo día, Ariel publicó un video en YouTube anunciando que había dejado el grupo por motivos personales. En febrero se lanzó un libro de fotos para Baby Bottle Pop, donde las chicas aparecían con la nueva integrante, Sarah Diamond. El 27 de ese mes confirmaron la noticia en su sitio web. Fueron entrevistadas posteriormente por Tommy2.Net. Sarah dejó el grupo en el mes de abril.
A finales de noviembre, Destinee y Paris publicaron un video en YouTube diciendo que ya no serían más las Clique Girlz y que preferían ser sólo un dúo, Destinee & Paris. Ahora describen su música como pop dance, rock y pop. Hicieron un tema para la banda sonora de la película Despicable Me llamado Im On A Roll.

## 2010-2012: Destinee & Paris
El Clique Girlz se disolvió en 2009. En 2010, Meghan París y Destiny Amberlin Monroe formaron su propio grupo, llamado Destinee & Paris. Las noticias publicadas en su página oficial decían que su primer álbum (como dúo) saldría a finales de 2010. También aparecía esta información en su sitio web, en donde se publicaron fragmentos de cuatro nuevas canciones de su próximo álbum: Go Your Own Way (Cover de Fleetwood Mac), Sweet Sarah, Se acabó y Heart of Mine. Las chicas grabaron el vídeo musical de su entonces primer sencillo Pretend el 5 de junio de 2010. A través de Twitter, Destinee y París anunciaron su nuevo sencillo: True Love, que fue lanzado en su página de MySpace. El video en YouTube ha llegado a más de 1 900 000 reproducciones.
Desde el 2012 no se han pronunciado en las redes sociales, dejando sin completar un álbum que ya habían anunciado.

## Miembros
- Destiny Amberlin Monroe, nació el 16 de septiembre de 1996 (28 años) en Londres. Se describía como la chica rock del grupo y su símbolo era una luna. Su color favorito es el azul. Le gusta cantar, escribir canciones, bailar, cocinar, ayudar, enseñar y tocar varios instrumentos.
- Meghan París Monroe nació el 05 de noviembre de 1994 (30 años) en Londres. Era la princesita del grupo, por lo que su símbolo era la corona que también, según ella, es un símbolo de la moda que representa al sol. Su color favorito es el rojo. A París le gusta bailar y cocinar, y puede tocar el piano y el violín.

## Discografía
- 2008: Clique Girlz (EP)
- 2008: Smile (EP)
- 2009: Incredible (EP)
- 2010-2011: Heart Of Mine